# Thế hệ thứ sáu của máy chơi trò chơi điện tử
Trong lịch sử trò chơi điện tử, kỷ nguyên thế hệ thứ sáu (đôi khi được gọi là kỷ nguyên 128 bit; xem "bit và sức mạnh hệ thống" bên dưới) đề cập đến máy tính và trò chơi điện tử, máy chơi trò chơi điện tử và máy chơi trò chơi điện tử cầm tay ở thế kỷ 21, bắt đầu từ ngày 27 tháng 11 năm 1998. Các nền tảng (Sự kết hợp cụ thể của các thành phần điện tử hoặc phần cứng máy tính kết hợp với phần mềm cho phép trò chơi điện tử hoạt động) ở thế hệ thứ sáu bao gồm các máy chơi trò chơi điện tử đến từ bốn công ty: Sega Dreamcast (DC), Sony PlayStation 2 (PS2), Nintendo GameCube (GC) và Microsoft Xbox. Kỷ nguyên này bắt đầu vào ngày 27 tháng 11 năm 1998, với việc phát hành Dreamcast tại Nhật Bản, cùng với PlayStation 2 vào ngày 4 tháng 3 năm 2000, và GameCube và Xbox vào ngày 15 tháng 11 năm 2001. Vào tháng 4 năm 2001, Dreamcast cũng là hệ máy đầu tiên bị ngừng sản xuất. Tiếp theo là GameCube vào năm 2007, Xbox vào ngày 2 tháng 3 năm 2009 và PlayStation 2 vào ngày 4 tháng 1 năm 2013. Trong khi đó, thế hệ thứ bảy của máy chơi trò chơi điện tử bắt đầu vào ngày 22 tháng 11 năm 2005 với sự ra mắt của Xbox 360.
Sự đổi mới chính của thế hệ này là sử dụng internet, cho phép trải nghiệm chơi trò chơi điện tử trực tuyến hoàn toàn. Trong khi thế hệ trước chỉ có một số hệ máy có kết nối internet, chẳng hạn như Apple Pippin, những hệ máy này có ít khả năng thâm nhập thị trường và do đó chỉ thành công hạn chế trong khu vực riêng. Các dịch vụ như Xbox Live của Microsoft đã trở thành tiêu chuẩn công nghiệp trong thế hệ này và tương lai. Một cải tiến khác của Xbox là hệ thống đầu tiên sử dụng ổ đĩa cứng bên trong để lưu trữ dữ liệu trò chơi. Điều này đem đến nhiều cải tiến đối với trải nghiệm chơi trò chơi điện tử, bao gồm khả năng lưu trữ dữ liệu chương trình (thay vì chỉ lưu dữ liệu trò chơi) cho phép thời gian tải nhanh hơn, cũng như khả năng tải trò chơi trực tiếp từ internet thay vì mua vật lý như dưới định dạng đĩa hoặc hộp băng. Ngay sau khi phát hành, các hệ thống khác, như Sony PlayStation 2, đã sản xuất các thiết bị lưu trữ ngoại vi với các khả năng tương tự và đến thế hệ tiếp theo, bộ nhớ trong đã trở thành tiêu chuẩn công nghiệp.
Xếp hạng bit (tức là "64-bit" hoặc "32-bit" ở thế hệ trước) cho hầu hết các máy chơi trò chơi điện tử phần lớn đã giảm trong thời đại này, với các ngoại lệ đáng chú ý là Dreamcast và PS2  đã quảng cáo "đồ họa 128-bit" vào đầu thế hệ. Số lượng "bit" được trích dẫn theo cách này trong tên của máy đến từ kích thước của CPU và đã được các bộ phận tiếp thị phần cứng sử dụng như một "màn phô diễn sức mạnh" trong nhiều năm. Tuy nhiên, các kết quả thu được rất ít từ việc tăng kích thước lên quá mức 32 hoặc 64, bởi vì một khi đạt đến mức này, hiệu suất phụ thuộc vào nhiều yếu tố khác nhau, chẳng hạn như tốc độ xung nhịp của bộ vi xử lý, băng thông và kích thước bộ nhớ.
Thế hệ thứ sáu của máy chơi trò chơi điện tử cầm tay bắt đầu với việc phát hành Neo Geo Pocket Color của SNK vào năm 1998 và WonderSwan Color của Bandai, ra mắt tại Nhật Bản vào năm 1999. Nintendo đã duy trì thị phần thống trị của mình trên thị trường thiết bị cầm tay với việc phát hành Game Boy Advance vào năm 2001, có nhiều nâng cấp và tính năng mới so với Game Boy. Game Boy Advance đã bị ngừng sản xuất vào đầu năm 2010. Thế hệ tiếp theo của máy chơi trò chơi điện tử cầm tay bắt đầu vào tháng 11 năm 2004, với sự ra đời của Nintendo DS ở Bắc Mỹ.
Các trò chơi Dreamcast chính thức cuối cùng được phát hành vào năm 2002 (Bắc Mỹ và Châu Âu) và 2007 (Nhật Bản). Các trò chơi GameCube cuối cùng được phát hành vào năm 2006 (Nhật Bản) và 2007 (Bắc Mỹ và Châu Âu). Các trò chơi Xbox cuối cùng được phát hành vào năm 2007 (Nhật Bản) và 2008 (Châu Âu và Bắc Mỹ). Pro Evolution Soccer 2014 là trò chơi cuối cùng dành cho PlayStation 2 (ở Châu Âu), được phát hành vào tháng 11 năm 2013. Trò chơi PS2 cuối cùng, Final Fantasy XI: Rhapsodies of Vana'diel, được phát hành vào tháng 5 năm 2015, đánh dấu sự kết thúc của thế hệ này.

## Hệ thống chơi trò chơi điện tử tại gia

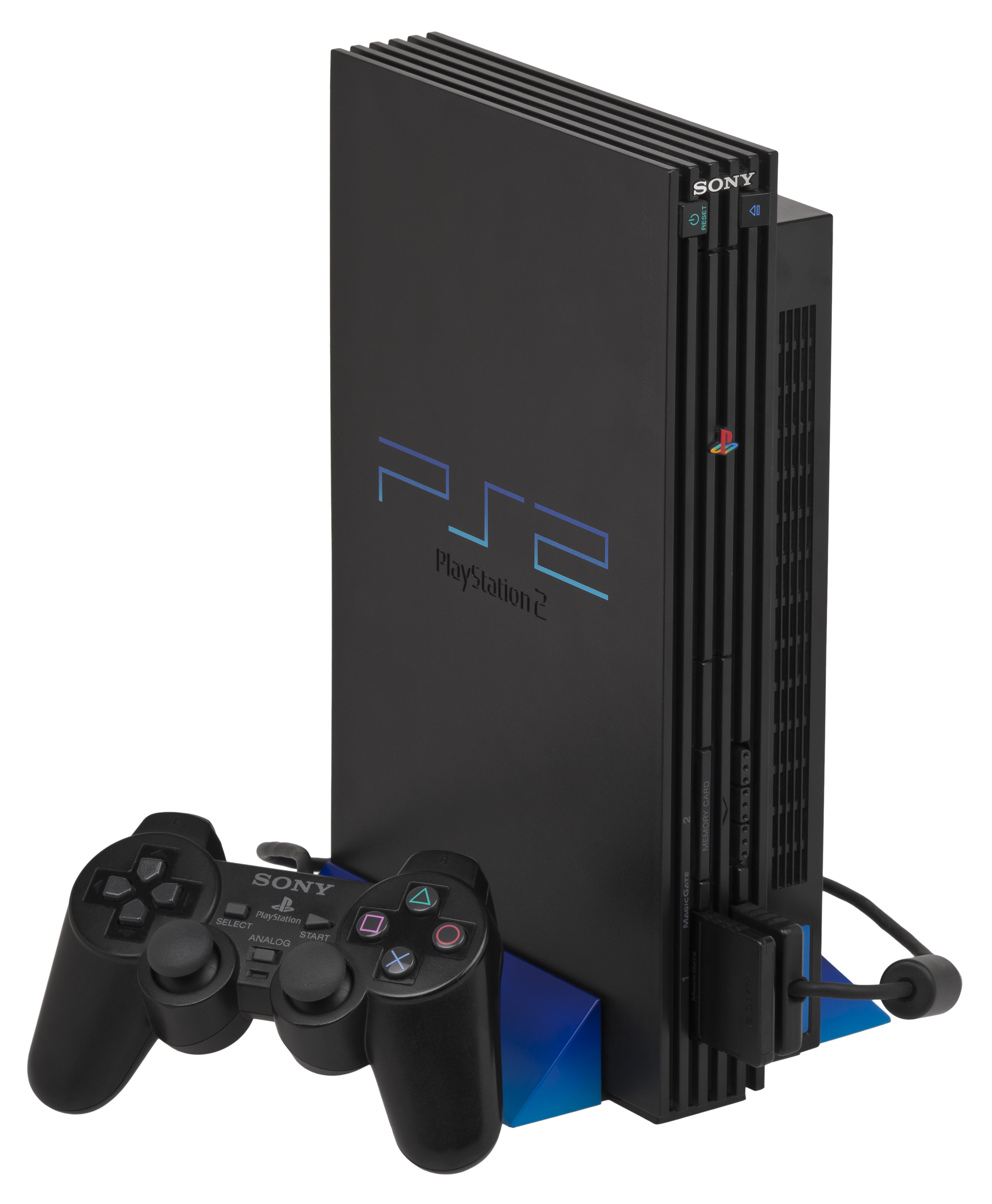
PlayStation 2 là hệ máy bán chạy nhất của thế hệ thứ sáu, với hơn 150 triệu máy, đồng thời trở thành máy chơi trò chơi điện tự bán chạy nhất mọi thời đại.

Sony PlayStation 2 thống trị về mặt doanh số trong thế hệ này, trở thành máy chơi trò chơi điện tử bán chạy nhất trong lịch sử, với hơn 150 triệu máy tính đến tháng 2 năm 2011. Microsoft Xbox bán ra hơn 24 triệu máy tính đến tháng 5 năm 2006, và Nintendo GameCube bán ra 22 triệu máy tính đến tháng 9 năm 2010. Sega Dreamcast, ra đời trước và bị ngừng sản xuất vào năm 2001, đứng thứ 4 với 9,13 triệu máy.
Thế hệ thứ sáu bắt đầu kết thúc khi Xbox được kế vị bởi Xbox 360 vào cuối năm 2005. Phần cứng GameCube vẫn được sản xuất khi Wii được phát hành vào cuối năm 2006, nhưng tính đến tháng 6 năm 2008 thì cũng đã ngừng hoạt động. Doanh số PlayStation 2 tiếp tục tăng mạnh vào cuối năm 2010, do hệ thống có thư viện phần mềm lớn, hỗ trợ phần mềm liên tục và giá cả phải chăng.
Vào tháng 2 năm 2008, PlayStation 2 bán chạy hơn cả PlayStation 3 và Xbox 360 tại Mỹ. Nhiều nhà phát triển vẫn tiếp tục sản xuất trò chơi cho PlayStation 2, Xbox và Nintendo GameCube kể từ năm 2008, trong khi trò chơi Dreamcast chính thức bị ngừng vào năm 2003. Vẫn còn một số trò chơi xuất bản cho Dreamcast vào năm 2004, nhưng về cơ bản chúng là các phiên bản chuyển thể của máy chơi trò chơi điện tử NAOMI, độc quyền Nhật Bản, với số lượng nhỏ. Sony vẫn sản xuất PlayStation 2 sau khi Wii U ra mắt vào năm 2012, khiến thế hệ thứ sáu trở thành thế hệ dài thứ hai mọi thời đại.

### Dreamcast
Dreamcast của Sega là máy chơi trò chơi điện tử đầu tiên của thế hệ và có một số tính năng để thể hiện lợi thế so với đối thủ, bao gồm chơi trò chơi điện tử trên Internet như một tính năng tùy chọn thông qua modem tích hợp và trình duyệt web.
Máy được ghi nhận là đã khôi phục lại danh tiếng của Sega, vốn đã bị hư hại do những lỗi trước đó của Sega Saturn, Sega 32X, Genesis Nomad và Sega CD. Mặc dù vậy, Dreamcast đã bị ngừng phát hành sớm do nhiều yếu tố. Việc PlayStation 2 sắp ra mắt và bị thổi phồng quá nhiều đã làm chậm doanh số Dreamcast, chủ yếu là do PlayStation 2 có đầu đĩa DVD tích hợp và một số lượng lớn chủ sở hữu PS1 đang tìm cách nâng cấp lên hệ máy mới có tính tương thích ngược. Ngoài ra, sự hỗ trợ/thành công trong thời gian ngắn của Sega đối với các sản phẩm sau Mega Drive, Mega-CD, 32X và Saturn đã khiến các nhà phát triển và khách hàng hoài nghi, một số người đang chờ xem liệu Dreamcast hay PlayStation 2 có xuất hiện trên dánh sách đầu bảng hay không.
Quyết định của Sega trong việc triển khai GD-ROM (mặc dù được quảng cáo công khai là CD-ROM) làm phương tiện lưu trữ đã tiết kiệm chi phí nhưng nó không tốt bằng khả năng của DVD được chào hàng quá nhiều trên PS2. Sega hoặc không thể hoặc không sẵn sàng chi số tiền quảng cáo cần thiết để cạnh tranh với Sony, công ty mà chính họ đã thua lỗ lớn trên PlayStation 2 để giành thị phần. Với sự ra mắt của Xbox và GameCube vào cuối năm 2000, hệ máy của Sega bị một số người coi là lỗi thời chỉ hai năm sau khi phát hành. Những khoản lỗ trước đó từ Saturn, 32X và Sega/Mega-CD, doanh số bán hàng đình trệ do PlayStation 2, và sự cạnh tranh sắp xảy ra từ Microsoft và Nintendo đã khiến doanh thu của Sega giảm sút và tuyên bố ý định khai tử hệ thống này vào đầu năm 2001, bỏ hoàn toàn hệ thống và rời khỏi thị trường máy chơi trò chơi điện tử vào đầu năm 2004 ở Nhật Bản và sớm hơn ở các quốc gia khác. Sega cũng thông báo sẽ đóng cửa SegaNet, một cộng đồng trò chơi trực tuyến hỗ trợ các tựa Dreamcast có khả năng trực tuyến. Do người dùng phản đối kịch liệt trước quyết định này, Sega đã trì hoãn việc đóng cửa dịch vụ thêm 6 tháng.  Kể từ khi Dreamcast ngừng sản xuất, Sega chuyển sang chỉ phát triển/xuất bản phần mềm.

### PlayStation 2
Thương hiệu PlayStation mà Sony đã thành lập ban đầu là một yếu tố chính trong sự thống trị hiển nhiên của PlayStation 2, cả về mặt đảm bảo cơ sở người dùng và thu hút các nhà phát triển bên thứ ba, với sự gia tăng dần dần của cái này củng cố cái kia. PlayStation 2 cũng có thể chơi DVD và tương thích ngược với các trò chơi điện tử của PlayStation, điều mà nhiều người cho rằng đã giúp tăng doanh số bán hàng của hệ máy cũ hơn. Sony Computer Entertainment đã bảo đảm cấp phép cho các trò chơi điện tử quan trọng như Final Fantasy X, Grand Theft Auto III và Metal Gear Solid 2: Sons of Liberty, cho phép PS2 vượt trội hơn so với các sản phẩm ra mắt của đối thủ cạnh tranh. Hệ máy cuối cùng đã trở thành hệ máy bán chạy nhất của thế hệ đó, trong khi các máy chơi trò chơi điện tử cạnh tranh của nó, Xbox và GameCube, tiếp tục là những hệ máy thành công một cách khiêm tốn.

### GameCube
Nintendo đã phải vật lộn với những xung đột hình ảnh thương hiệu, đặc biệt là hình ảnh thân thiện với gia đình được phát triển trong những năm 1990. Từng được mệnh danh là công xưởng của các nhượng quyền thương mại và cả lịch sử của ngành công nghiệp trò chơi điện tử, mặc dù có sẵn một lượng fan trung thành, lại gặp thất bại trong việc đem lại cho hãng những lợi thế so với Xbox và PlayStation 2, những hãng đã khiến người dùng phải để tâm lùng sục những tựa trò chơi điện tử 'Mature", mà Nintendo hiển nhiên kém lợi thế. Nintendo cũng dè dặt trong việc tiến vào các trò chơi điện tử trực tuyến (phát hành một số ít trò chơi điện tử có khả năng trực tuyến, trong đó phổ biến nhất là Phantasy Star Online, trên thực tế, là một phiên bản chuyển thể của Dreamcast), thay vào đó nhấn mạnh vào tính năng kết nối Game Boy Advance. Kết quả là Nintendo GameCube không thể so sánh được với doanh thu của tiền nhiệm Nintendo 64, nhưng chiếc máy chơi trò chơi điện tử này không phải là một thất bại về tài chính. Tuy nhiên, Nintendo đã làm trẻ hóa mối quan hệ của mình với nhiều nhà phát triển, thường cộng tác chặt chẽ với họ để sản xuất các trò chơi điện tử dựa trên thương hiệu của mình, trái ngược với trước đây, nơi hãng thường xuyên bị coi là bắt nạt các nhà phát triển vào cuối những năm 1980, khi Nintendo Entertainment System đã có mặt trên thị trường. Do đó, Nintendo GameCube có nhiều bản phát hành bên thứ nhất và thứ hai hơn các đối thủ cạnh tranh, mà các tựa trò chơi thành công nhất chủ yếu là sản phẩm của các nhà phát triển bên thứ ba.

### Xbox
Mặc dù Xbox có được sự hậu thuẫn tài chính đáng kể của Microsoft, nhưng máy không thể đe dọa sự thống trị đáng kể của PlayStation 2 với tư cách là người dẫn đầu thị trường. Tuy nhiên, Xbox đã thu hút được một lượng lớn người hâm mộ và sự hỗ trợ mạnh mẽ của bên thứ ba ở Mỹ và Châu Âu, trở thành một thương hiệu dễ nhận biết trong giới bình dân. Dịch vụ trực tuyến Xbox Live với mô hình tập trung đã tỏ ra đặc biệt thành công, khiến Sony tăng cường khả năng trực tuyến của PlayStation 2. Xbox Live cũng mang lại lợi thế cho Xbox so với GameCube, vốn gần như không có các trò chơi điện tử trực tuyến. Đầu bảng của Xbox Live là Halo 2, trò chơi điện tử Xbox bán chạy nhất với hơn 8 triệu bản được bán ra trên toàn thế giới. Tuy nhiên, Xbox không đạt được kỳ vọng ở Nhật Bản, với những lý do được viện dẫn bao gồm thiếu sự công nhận về mặt thương hiệu, thiếu cam kết với hệ máy từ các nhà phát hành và phát triển Nhật Bản, nhân viên Microsoft không hiểu thấu đáo những khác biệt văn hóa quan trọng và sở thích truyền thống của người Nhật với các sản phẩm nội địa.

### So sánh
| Tên                        | Dreamcast | PlayStation 2 | GameCube | Xbox |
| -------------------------- | --- | --- | --- | --- |
| Nhà sáng tạo               | Sega | Sony | Nintendo | Microsoft |
| Hình ảnh                   | An NTSC-U Sega Dreamcast Console and controller with VMU. | Slimline (right) and Original (left) PS2 consoles | Indigo GameCube and controller | Xbox console with "Controller S" |
| Hình ảnh                   | Hệ máy NTSC-U Dreamcast, tay cầm và VMU. Trên máy PAL, vòng xoáy Dreamcast có màu xanh lam và trên NTSC-J có màu đỏ, nhưng trên các trò chơi, vòng xoáy có màu cam. | Trái: PlayStation 2 ban đầu Phải: PlayStation 2 phiên bản mỏng với tay cầm DualShock 2 và thẻ nhớ. | Một máy GameCube màu chàm, tay cầm và thẻ nhớ | Một máy Xbox và tay cầm "Type-S" |
| Giá bán lúc phát hành      | US$199.99 (tương đương $35.132,08 năm 2022) GB£199.99 (tương đương £43.775,18 năm 2023) DEM499.99 (tương đương €255.64 năm 1999, và lên €367.51 năm 2020)           | US$299.99 (tương đương $50.978,01 năm 2022) GB£299.99 (tương đương £65.663,87 năm 2023) DEM869.99 (Tương đương với € 444,31 vào năm 2000 và lên € 625,98 vào năm 2020) | US$199.99 (tương đương $33.052,28 năm 2022) GB£129.99 (tương đương £26.709,48 năm 2023) €199.99                                                                                     | US$299.99 (tương đương $49.579,25 năm 2022) GB£299.99 (tương đương £61.639,96 năm 2023) €479.99 (đổi thành €399.99 ngay trước khi phát hành)                                                          |
| Giá hiện tại               | — | | | |
| Tựa trò chơi bán chạy nhất | Sonic Adventure, 2.5 triệu (tính đến tháng 6 năm 2006) | Grand Theft Auto: San Andreas, 20.81 triệu(tính đến 24 tháng 8 năm 2013) | Super Smash Bros. Melee, 7.5 triệu (tính đến 24 tháng 8 năm 2013) | Halo 2, 8.49 triệu (tính đến 24 tháng 8 năm 2013) |
| Ngày phát hành             | JP: ngày 27 tháng 11 năm 1998 NA: ngày 9 tháng 9 năm 1999 EU: 23 tháng 9 năm 1999 AU: ngày 14 tháng 10 năm 1999                                                     | JP ngày 4 tháng 3 năm 2000 NA ngày 26 tháng 10 năm 2000 EU ngày 24 tháng 11 năm 2000 AUS ngày 30 tháng 11 năm 2000 | JP ngày 14 tháng 9 năm 2001 NA ngày 18 tháng 11 năm 2001 EU ngày 3 tháng 5 năm 2002 AUS ngày 17 tháng 5 năm 2002                                                                    | NA ngày 15 tháng 11 năm 2001 JP ngày 22 tháng 2 năm 2002 EU ngày 14 tháng 3 năm 2002 AUS ngày 14 tháng 3 năm 2002                                                                                     |
| Ngưng phát hành            | - Toàn thế giới: Tháng 4 năm 2001 | - JP: 28 tháng 12 năm 2012 - Thế giới: 4 tháng 1 năm 2013 | Q3 2007 | JP ngày 4 tháng 6 năm 2006 EU ngày 11 tháng 3 năm 2007 NA ngày 2 tháng 3 năm 2009 |
| Logo                       | | | | |
| Phụ kiện (bán lẻ)          | - VMU - Chuột và bàn phím Dreamcast - Cần câu cá - Micro - Light gun - Camera Dreameye - Samba de Amigo Maracas (tay cầm) - còn nữa...                              | - PlayStation 2 HDD Ổ cứng bên trong được hỗ trợ bởi PlayStation 2 Expansion Bay (chỉ có trên mẫu 30000 và 50000) - Bộ điều hợp mạng Tích hợp trên các mẫu máy mỏng (PSTwo, mẫu 70000 trở đi - EyeToy - PlayStation 2 DVD remote control - Guitar controllers - còn nữa... | - WaveBird - GameCube – GBA link cable - Nintendo GameCube Broadband Adapter và Modem Adapter - Game Boy Player - DK Bongos - Dance pad - Nintendo GameCube Microphone - còn nữa... | - Xbox Live Starter Kit - Xbox Media Center Extender - DVD Playback Kit - Xbox Music Mixer - Memory Unit (8 MB) - Logitech Wireless Controller (2.4 GHz) - còn nữa...                                 |
| CPU                        | 200 MHz SuperH SH-4 | 294 MHz MIPS "Emotion Engine" 299 MHz cho những mẫu sau | 485 MHz PowerPC "Gekko" | 733 MHz x86 Intel Celeron/PIII Custom Hybrid |
| GPU                        | 100 MHz NEC/VideoLogic PowerVR CLX2 "Holly" | 147 MHz "Graphics Synthesizer" | 162 MHz ATI "Flipper" | 233 MHz Custom Nvidia NV2A |
| RAM                        | Main RAM 16 MB SDRAM Video RAM 8 MB Sound RAM 2 MB | Main RAM 32 MB dual-channel, RDRAM Video RAM 4 MB eDRAM Sound RAM 2 MB | Main RAM 24 MB 1T-SRAM, 16 MB DRAM Video RAM 3 MB tích hợp 1T-SRAM | 64 MB hợp nhất DDR SDRAM |
| Âm thanh                   | Âm thanh nổi, với: - 64 kênh PCM/ADPCM - 128 bước DSP - Hỗ trợ Yamaha XG MIDI - Hỗ trợ tùy chọn Dolby Surround                                                      | 5.1 âm thanh vòm, với: - 48 kênh ADPCM - Phần mềm âm thanh hỗn hợp - Dolby Digital - DTS (cho FMV) - Dolby Pro Logic II | Âm thanh nổi, với: - 64 kênh ADPCM - Tùy chọn sử dụng Dolby Pro Logic II | Âm thanh nổi, với: - 64 kênh âm thanh 3D, hoặc 256 kênh âm thanh nổi 16-bit - Cũng hỗ trợ MIDI, âm thanh mono, Dolby Surround và Dolby Digital Live 5.1 trong trò chơi - Hỗ trợ DTS khi phát phim DVD |
| Ổ đĩa ngoài                | GD-ROM, CD | DVD, CD | Nintendo GameCube Game Disc, DVD (Panasonic Q) | DVD, CD |
| Hình ảnh xuất ra           | VGA (RGBHV), SCART (RGBS), S-Video, composite | Component (YP<sub id="mwAhc">B</sub>P<sub id="mwAhg">R</sub>, RGsB), VGA (RGsB; tăng tốc quét trò chơi /chỉ PS2 Linux), SCART (RGBS), S-Video, composite | Component (YCBCR), SCART (RGBS; chỉ những máy PAL), S-Video (chỉ những máy NTSC), composite                                                                                         | Component (YPBPR), SCART (RGBS), S-Video, composite |
| Dịch vụ trực truyến        | Sega Net (2000–2002), Dreamarena (2000-2003) | Non-unified services (2002–2016) | Dịch vụ không hợp nhất (2003-2009) | Xbox Live (2002–2010) |
| Tương thích ngược          | — | PlayStation | Dòng Game Boy (cần Game Boy Player) | — |
| Phần mềm hệ thống          | Hệ điều hành độc quyền | Hệ điều hành độc quyền, PS2 Linux | Hệ điều hành độc quyền | Hệ điều hành độc quyền |

### Bảng xếp hạng doanh số bán hàng trên toàn thế giới
| Hệ máy        | Số máy bán ra                                 |
| ------------- | --------------------------------------------- |
| PlayStation 2 | 155 triệu (tính đến ngày 31 tháng 3 năm 2012) |
| Xbox          | 24 triệu (tính đến ngày 10 tháng 5 năm 2006)  |
| GameCube      | 22 triệu (tính đến ngày 30 tháng 9 năm 2010)  |
| Dreamcast     | 9,13 triệu (tính đến ngày 6 tháng 9 năm 2002) |

### Những hệ máy khác
Những hệ máy này được tạo ra cho thị trường đại chúng, giống như 4 hệ máy được liệt kê ở trên. Tuy nhiên, những máy này ít được chú ý hơn, chưa bao giờ được phát hành trên toàn thế giới và/hoặc doanh số bán ra quá kém, và do đó được liệt kê là 'Khác'.

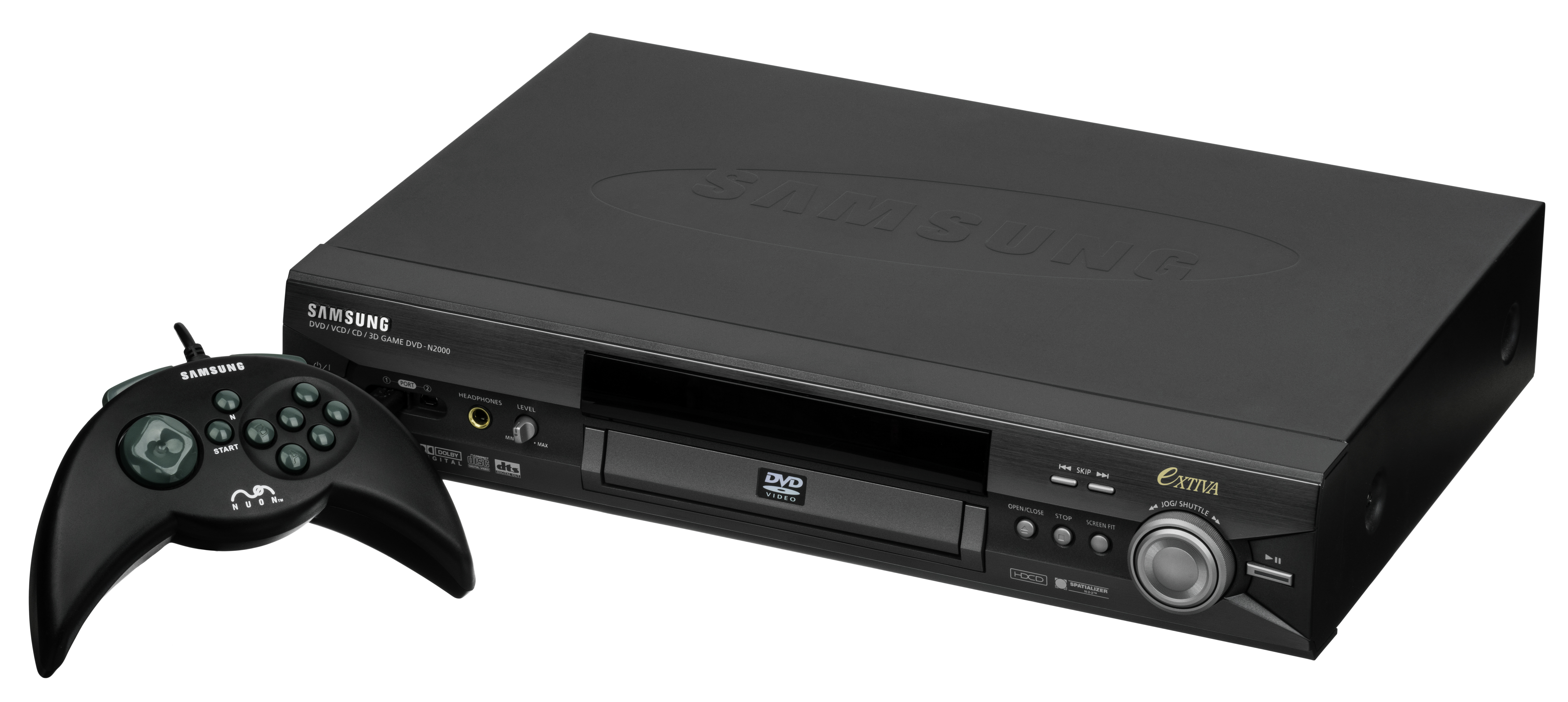
Nuon là một hệ thống chơi trò chơi/đầu đĩa DVD kết hợp, phát hành vào năm 2000, có một thư viện trò chơi rất nhỏ.
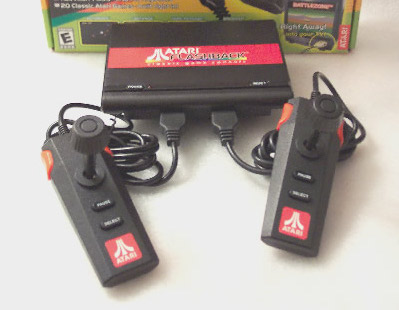
Atari Flashback, phiên bản "plug and play" của Atari 2600 và 7800, phát hành năm 2004.
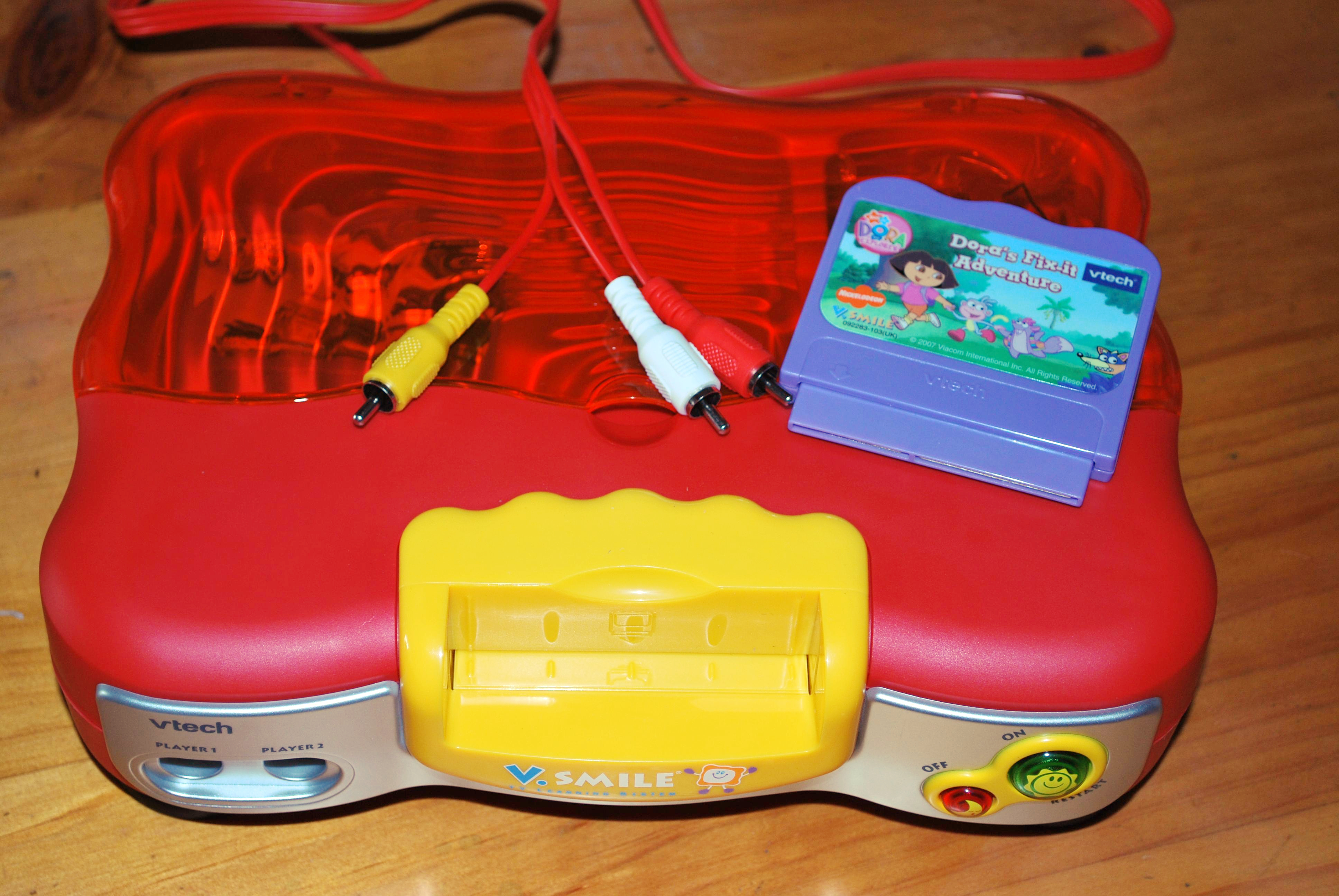
V.Smile là một hệ máy chơi trò chơi giáo dục, được tạo ra bởi VTech. Phát hành năm 2004
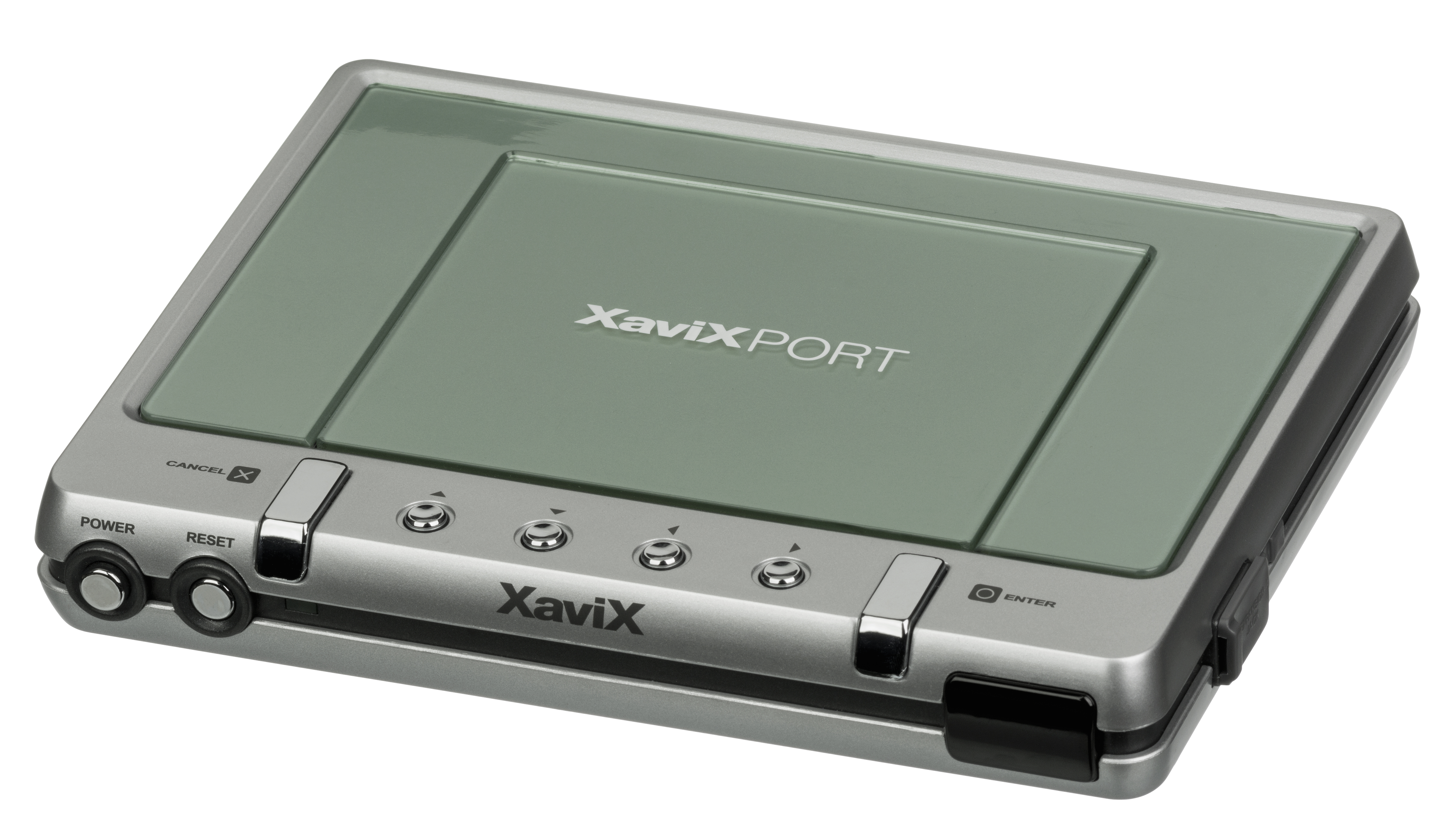
XaviX là hệ máy chơi trò chơi cơ bản XaviX Interactive System, SSD COMPANY LIMITED phát hành vào năm 2004.

## Bit và sức mạnh hệ thống
Xếp hạng bit cho máy chơi trò chơi điện tử phần lớn đã giảm xuống sau kỷ nguyên thế hệ thứ năm (32/64-bit). Số lượng "bit" được trích dẫn trong tên gõi của máy đề cập đến kích thước của từ CPU, nhưng có rất ít thu được từ việc tăng kích thước vượt quá 32 bit; hiệu suất phụ thuộc vào các yếu tố khác, chẳng hạn như tốc độ đơn vị xử lý trung tâm, tốc độ đơn vị xử lý đồ họa, dung lượng kênh, kích thước lưu trữ dữ liệu và tốc độ bộ nhớ, độ trễ và kích thước.
Do đó, tầm quan trọng của số lượng bits trong thị trường máy chơi trò chơi điện tử hiện đại đã giảm, do việc sử dụng các thành phần xử lý dữ liệu ở các kích thước khác nhau. Trước đây, các nhà sản xuất đã quảng cáo " n -bit talk" để nhấn mạnh quá mức vào khả năng phần cứng của hệ thống của họ. Dreamcast và PlayStation 2 là những hệ thống cuối cùng sử dụng thuật ngữ "128-bit" trong hoạt động tiếp thị để mô tả khả năng.
Không dễ để so sánh "sức mạnh" tương đối của các hệ thống khác nhau. Có kích thước CPU lớn hơn không có nghĩa là hệ máy đó mạnh hơn một hệ máy khác. Tương tự, tần số hoạt động (tốc độ đồng hồ, được đo bằng Hertz) của CPU hệ thống cũng không phải là thước đo chính xác về hiệu suất, ngoại trừ giữa các hệ thống có cùng kiến trúc hoặc tương tự.
Microsoft Xbox sử dụng CPU kiến trúc CISC x86 32 bit (mục đích chung), với tập lệnh tương đương với tập lệnh của lõi Coppermine Mobile Celeron, mặc dù nó có ít bộ nhớ đệm hơn (128 kB) so với PC. Nó có 64 MB RAM (dùng chung) và chạy ở tốc độ 733 MHz. Vì Pentium 3 đã giới thiệu SSE nên Xbox cũng có khả năng SIMD 128-bit. GPU NV2A của nó, rất giống với GeForce 3 Series của GPU dành cho máy tính để bàn, làm cho nó trở hệ máy duy nhất vào thời điểm đó có bộ tạo bóng và pixel truyền thống.
CPU IBM Gekko PowerPC của Nintendo GameCube chạy ở 485 MHz, trong khi bộ xử lý đồ họa "Flipper" có thể so sánh với ATI Radeon ban đầu và có 43 MB bộ nhớ không hợp nhất (24 MB / 1T-SRAM, 3 MB tích hợp 1T-SRAM và 16 MB DRAM). GameCube hỗ trợ Dolby Pro Logic II.
CPU của PlayStation 2 (được gọi là "128-bit Emotion Engine ") có lõi 64-bit với FPU 32-bit kết hợp với hai Vector Units 128 bit, CPU R5900 lai dựa trên kiến trúc MIPS. PS2 cũng có một Bus DMA 10 kênh bên trong có độ rộng hoàn toàn là 128 bit. Các đường dẫn giữa Emotion Engine, RAM và Graphics synthesizer (GS) cũng rộng 128 bit. Sự sắp xếp phần cứng độc đáo của PS2 với không ít hơn 10 đơn vị xử lý, rất khó hiểu. Nhiều nhà phát triển gặp khó khăn ban đầu với việc lập trình phần cứng. Graphics Synthesizer (GS) của PS2 có bộ nhớ video chuyên dụng nhanh, mặc dù bị giới hạn về số lượng dữ liệu mà nó có thể chứa, Bus DMA rộng 10 kênh 128 bit có thể bơm dữ liệu vào GS Memory nhanh như màn hình có thể cập nhật. Do đó, với bộ nhớ chính bị giới hạn ở 32MB, nhiều trò chơi của PS2 đã giảm kết cấu so với các phiên bản dành cho máy chơi trò chơi điện tử khác. Nó cũng không có bộ chuyển đổi và ánh sáng chuyên dụng cho phần cứng như các bộ phận có trong GPU của Xbox và GameCube.
Tuy nhiên, thiết kế của PS2 cho phép mức độ linh hoạt và nhiều sự lựa chọn hơn đáng kể. Ví dụ, bộ điều khiển chương trình và tính chất số học chung có thể được xử lý bởi CPU, trong khi Vector Units 0 và 1, có thể cùng cung cấp xử lý tính vật lý song song, cắt, biến đổi và chiếu sáng cho cảnh. Các đơn vị Vector được ghi nhận là linh hoạt đến mức Shadow of The Colossus sử dụng một trong các đơn vị vector để tạo bóng Pixel đầy đủ cho bộ lông của Collossi.
Dreamcast có lõi đơn vị xử lý trung tâm SuperH -4 RISC, độ chính xác kép 64 bit với đơn vị số nguyên 32 bit, sử dụng các lệnh có độ dài cố định 16 bit, bus dữ liệu 64 bit cho phép chiều rộng thay đổi là 8, 16, 32 hoặc 64 bit, và một bus điểm nổi 128 bit. Các PowerVR chipset 2DC CLX2 sử dụng phương pháp độc đáo trong khi lọc một cảnh 3D gọi là Tile Based Deferred Rendering (TBDR): lúc lưu trữ đa giác ở định dạng dải tam giác nằm bên trong bộ nhớ, màn hình chia thành những dải liên kết với một danh sách các hình tam giác rõ ràng, chồng chéo lên nhau, sử dụng quy trình tương tự như dò tia, các tia được đúc và một pixel được hiển thị từ tam giác gần máy ảnh nhất. Sau khi tính toán độ sâu được liên kết với mỗi đa giác cho một hàng vào ô trong 1 chu kỳ, toàn bộ ô sẽ được chuyển vào bộ nhớ video trước khi chuyển để hiển thị ô tiếp theo. Khi tất cả thông tin đã được đối chiếu cho khung hiện tại, các ô lần lượt được hiển thị để tạo ra hình ảnh cuối cùng.

## Hệ máy cầm tay

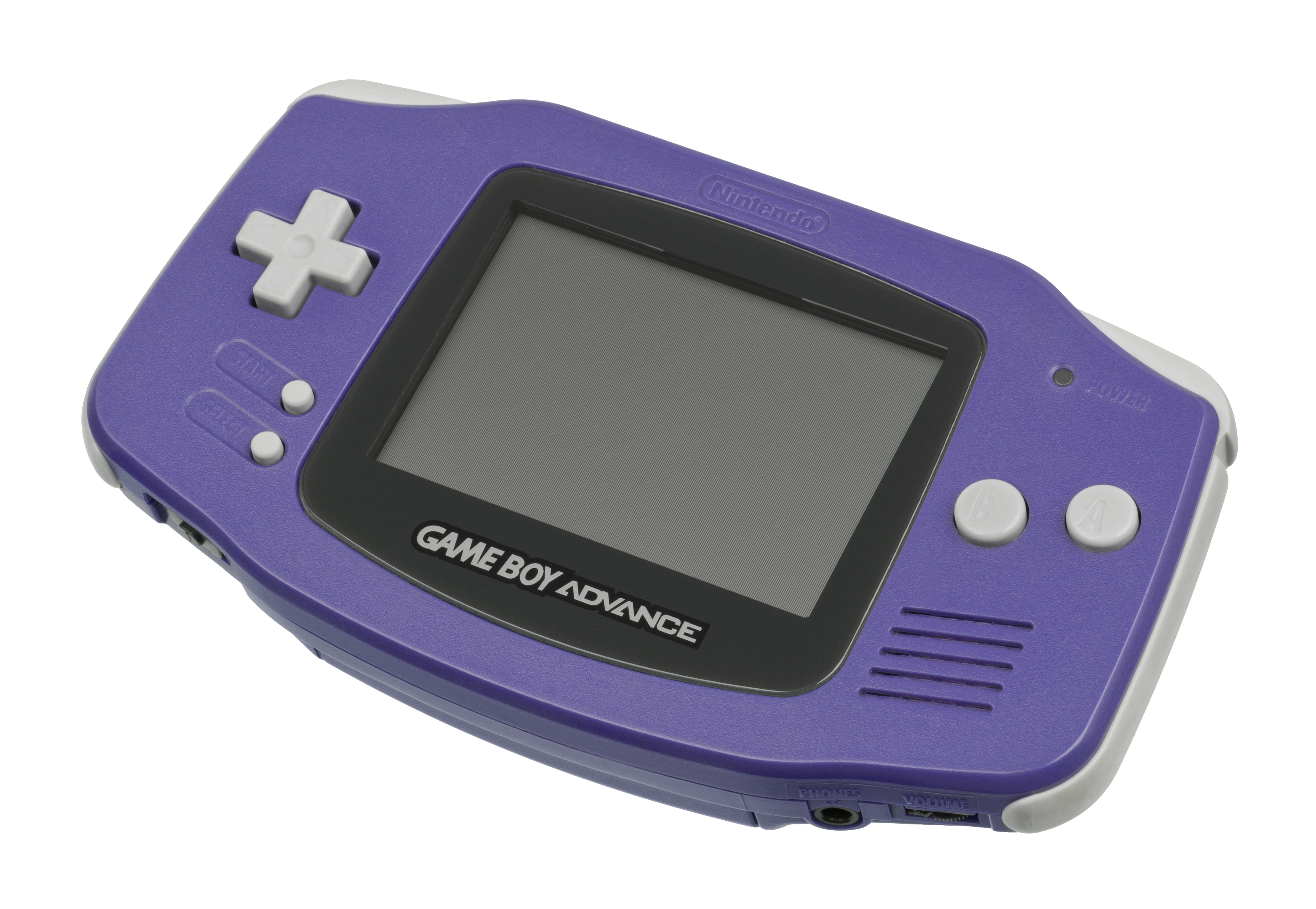
Game Boy Advance là hệ máy cầm tay bán chạy nhất.

Trong kỷ nguyên thế hệ thứ sáu, thị trường máy chơi trò chơi điện tử cầm tay mở rộng với sự ra đời của các thiết bị mới đến từ nhiều nhà sản xuất khác nhau. Nintendo đã duy trì thị phần thống trị của mình trên thị trường thiết bị cầm tay với việc phát hành Game Boy Advance vào năm 2001, có nhiều nâng cấp và tính năng mới so với Game Boy. Hai thiết kế lại của hệ máy này sau đó là Game Boy Advance SP vào năm 2003 và Game Boy Micro vào năm 2005. Cùng ra mắt là Neo Geo Pocket Color của SNK vào năm 1998 và WonderSwan Color của Bandai, ra mắt tại Nhật Bản vào năm 1999. Công ty Game Park của Hàn Quốc đã giới thiệu thiết bị cầm tay GP32 vào năm 2001, và cùng với nó là buổi bình minh của các máy chơi trò chơi điện tử cầm tay mã nguồn mở. Dòng thiết bị cầm tay Game Boy Advance đã bán được 81,51 triệu chiếc trên toàn thế giới tính đến ngày 30 tháng 9 năm 2010.
Một bổ sung mới lớn cho thị trường, là xu hướng các tập đoàn đưa một số lượng lớn các tính năng "không chơi trò chơi điện tử" vào máy cầm tay của họ, bao gồm điện thoại di động, máy nghe nhạc MP3, máy xem phim di động và máy có các tính năng giống như PDA. Thiết bị cầm tay bắt đầu xu hướng này chính là N-Gage của Nokia được phát hành vào năm 2003 và được giới thiệu chủ yếu là một chiếc điện thoại di động. Máy được thiết kế lại vào năm 2004 và được đổi tên thành N-Gage QD. Thiết bị cầm tay thứ hai, Zodiac đến từ Tapwave, được phát hành vào năm 2004; dựa trên hệ điều hành Palm, cung cấp khả năng âm thanh và video định hướng chuyên biệt để chơi trò chơi điện tử, nhưng nó có một bộ phát triển khó sử dụng do nền tảng Palm OS còn hạn chế.
Một thiết bị cầm tay khá phổ biến của thế hệ thứ 6 là vtech V.SMILE Pocket. Một phiên bản cầm tay của máy chơi trò chơi điện tử gia đình V.SMILE.
Với việc ngày càng nhiều PDA xuất hiện ở thế hệ trước, sự khác biệt giữa thiết bị điện tử tiêu dùng và điện toán truyền thống bắt đầu nhạt dần, và kết quả là công nghệ máy chơi trò chơi điện tử giá rẻ ngày càng phát triển. Người ta nói về PDA rằng chúng là "máy tính chơi trò chơi điện tử cầm tay" vì khả năng đa nhiệm và phần cứng máy tính tích hợp ngày càng mạnh mẽ. Khả năng này tồn tại để vượt qua giới hạn 16-bit của thế hệ trước; tuy nhiên, PDA vẫn hướng tới các doanh nhân điển hình và thiếu các nhượng quyền phần mềm mới, cũng như giá cả phải chăng để đủ sức cạnh tranh với các máy chơi trò chơi điện tử cầm tay chuyên dụng.

### So sánh máy chơi trò chơi điện tử cầm tay
| Tên                                        | Game Boy Advance / Advance SP / Micro | N-Gage / QD | Tapwave Zodiac |
| ------------------------------------------ | --- | --- | --- |
| Nhà sản xuất                               | Nintendo | Nokia | Tapwave |
| Máy                                        | Từ trái qua phải: Game Boy Advance, Game Boy Advance SP, Game Boy Micro | Từ trên xuống: N-Gage, N-Gage QD | |
| Ngày phát hành                             | Game Boy Advance: JP ngày 21 tháng 3 năm 2001 NA ngày 11 tháng 6 năm 2001 PAL ngày 22 tháng 6 năm 2001 Game Boy Advance SP: JP ngày 14 tháng 2 năm 2003 NA ngày 23 tháng 3 năm 2003 PAL ngày 28 tháng 3 năm 2003 Game Boy Micro: JP ngày 13 tháng 9 năm 2005 NA ngày 19 tháng 9 năm 2005 AUS ngày 3 tháng 11 năm 2005 EU ngày 4 tháng 11 năm 2005                                                    | N-Gage: ngày 7 tháng 10 năm 2003 N-Gage QD: ngày 26 tháng 5 năm 2004 | Zodiac: NA ngày 1 tháng 11 năm 2003 EU ngày 25 tháng 10 năm 2004 |
| Ngưng sản xuất                             | - JP: Q4 2006 - NA: Q1 15 tháng 5 năm 2010 - PAL: Q4 2008 | 2006 | ngày 26 tháng 7 năm 2005 |
| Logo                                       | | | |
| Giá bán phát hành                          | GBA: Nhật Bản: 9.800 yên Bắc Mỹ: 99,99 USD (tương đương 144,38 USD năm 2019) Châu Âu: €? GBA SP: Nhật Bản: ¥ 12.500 Bắc Mỹ: 99,99 USD (tương đương 138,97 USD năm 2019) / CA $ 14,99 (tương đương 194,64 USD năm 2018) Châu Âu: 129.99 € Úc: 199,99 đô la Úc (tương đương 286,94 đô la Mỹ năm 2018) GB Micro: Nhật Bản: ¥? Bắc Mỹ: 99,99 USD (tương đương 130,9 USD vào năm 2019) / C $? Châu Âu: €? | N-Gage: Bắc Mỹ: US$299.99 (tương đương $47.722,72 năm 2022) Châu Âu: €289.99 / £229.99 (tương đương £45.928,24 năm 2023) N-Gage QD: Bắc Mỹ: US$179.99 (tương đương $27.886,4 năm 2022) Châu Âu: €229.99 | Zodiac: Bắc Mỹ: US$299.99 (tương đương $47.722,72 năm 2022) Châu Âu: €? / £270 (tương đương £520 năm 2023) Zodiac 2: Bắc Mỹ: US$399.99 (tương đương $63.630,83 năm 2022) Châu Âu: €? / £330 (tương đương £640 năm 2023) |
| Media                                      | Băng Game Boy Advance | MultiMediaCard (MMC) | |
| Tựa trò chơi điện tử bán chạy nhất         | Pokémon Ruby và Sapphire, 16,22 triệu cộng lại (tính đến ngày 25 tháng 11 năm 2004) | ? | ? |
| Phụ kiện (bán lẻ)                          | - Wireless Adapter - Infra-Red Adapter - Cáp liên kết GameCube – Game Boy Advance: - Play-Yan - e-Reader - Video - Băng làm sạch khe cắm băng - Mobile Adapter - còn nữa... | | |
| OS                                         | | Symbian S60 | Palm OS |
| CPU                                        | 16.8 MHz, 32-bit, ARM7TDMI với bộ nhớ tích hợp | 104 MHz, 32-bit, RISC dựa trên dòng ARM9 | 200 MHz, 32-bit, Motorola i.MX1 ARM9 processor |
| Bộ nhớ                                     | 32 kilobyte + 96 kilobyte VRAM (CPU trong), 256 kilobyte WRAM (CPU ngoài) | RAM 16 megabyte, ROM 16 megabyte (có thể truy cập 3,4 MB để lưu trữ) | |
| Âm thanh                                   | Âm thanh nổi, với: - DAC 8 bit, có khả năng truyền dữ liệu sóng hoặc xuất các mẫu sóng được xử lý và trộn trong phần mềm - Hai giọng nói sóng vuông - Một giọng nói WS có thể lập trình - Một máy phát tiếng ồn trắng - Lấy mẫu tùy chọn qua kênh WS | Âm thanh nổi (sử dụng tai nghe), với: - Hỗ trợ âm thanh MIDI chuẩn, SP MIDI và AMR | Âm thanh nổi PCM 16 bit (có thể phát lại hầu hết các codec âm thanh) |
| Giao diện                                  | - D-pad - Bốn nút mặt - Hai nút vai | - D-pad - Bàn phím được đánh số - Trình phát nhạc, Radio và các phím nóng Menu - Nút quay số và gác máy - Bốn nút mặt khác - Micro                                                                      | - Thanh analog - "Nút Home - Năm nút mặt khác - Hai nút vai - Nút Bluetooth - Màn hình cảm ứng |
| Số đo                                      | GBA: 144.5 × 24.5 × 82 mm (5.69 × 0.96 × 3.2 inches) GBA SP: 84 × 82 × 24.4 mm (3.3 × 3.23 × 0.96 inches) GB Micro: 50 × 101 × 17.2 mm (2 × 4 × 0.7 inches) | N-Gage QD: 70 mm (2,8 in) (h) 134 mm (5,3 in) (w) 20 mm (0,79 in) (d) N-Gage QD: 118 mm (4,6 in) (w) 68 mm (2,7 in) (h) 22 mm (0,87 in) (d)                                                             | 142 mm (5,6 in) (w) 79 mm (3,1 in) (h) 14 mm (0,55 in) (d) |
| Cân nặng                                   | GBA: 140 g (4,9 oz) GBA SP: 142 g (5,0 oz) GB Micro: 80 g (2,8 oz) | N-Gage: 137 g (4,8 oz) N-Gage QD 143 g (5,0 oz) | 180 g (6,3 oz) |
| Dịch vụ mạng                               | | N-Gage Arena | |
| Tương thích ngược                          | Game Boy, Game Boy Color (chỉ GBA, GBA SP) | N/A | N/A |
| Phân giải                                  | 240 × 160 | 176 × 208 | 480 × 320 |
| I/O                                        | | | |
| Lưu trữ                                    | | 3.4 MB bộ nhớ trong, MMC | Thẻ SD card mở rộng |
| Pin                                        | GBA: 15 giờ GBA SP: Chơi liên tục 10 giờ khi bật đèn, 18 giờ khi tắt đèn GB Micro: 5 giờ với độ sáng và âm thanh hàng đầu, 8 giờ với cả hai tính năng trên mặc định | N-Gage: 2 giờ chơi liên tục N-Gage QD: 4 giờ chơi liên tục | 4 giờ chơi liên tục, 6 giờ chơi nhạc liên tục |
| Số máy đã bán ra (tất cả các mẫu cộng lại) | Trên toàn thế giới: 81,51 triệu (tính đến ngày 30 tháng 9 năm 2010) Nhật Bản: 16,96 triệu Châu Mỹ: 41,64 triệu Khác: 22,91 triệu | Trên toàn thế giới: 3 triệu (tính đến ngày 30 tháng 7 năm 2007) | Trên toàn thế giới: 200,000 |

 Lưu ý: Năm đầu tiên phát hành là năm đầu tiên hệ máy có mặt trên toàn thế giới.

### Thiết bị cầm tay khác

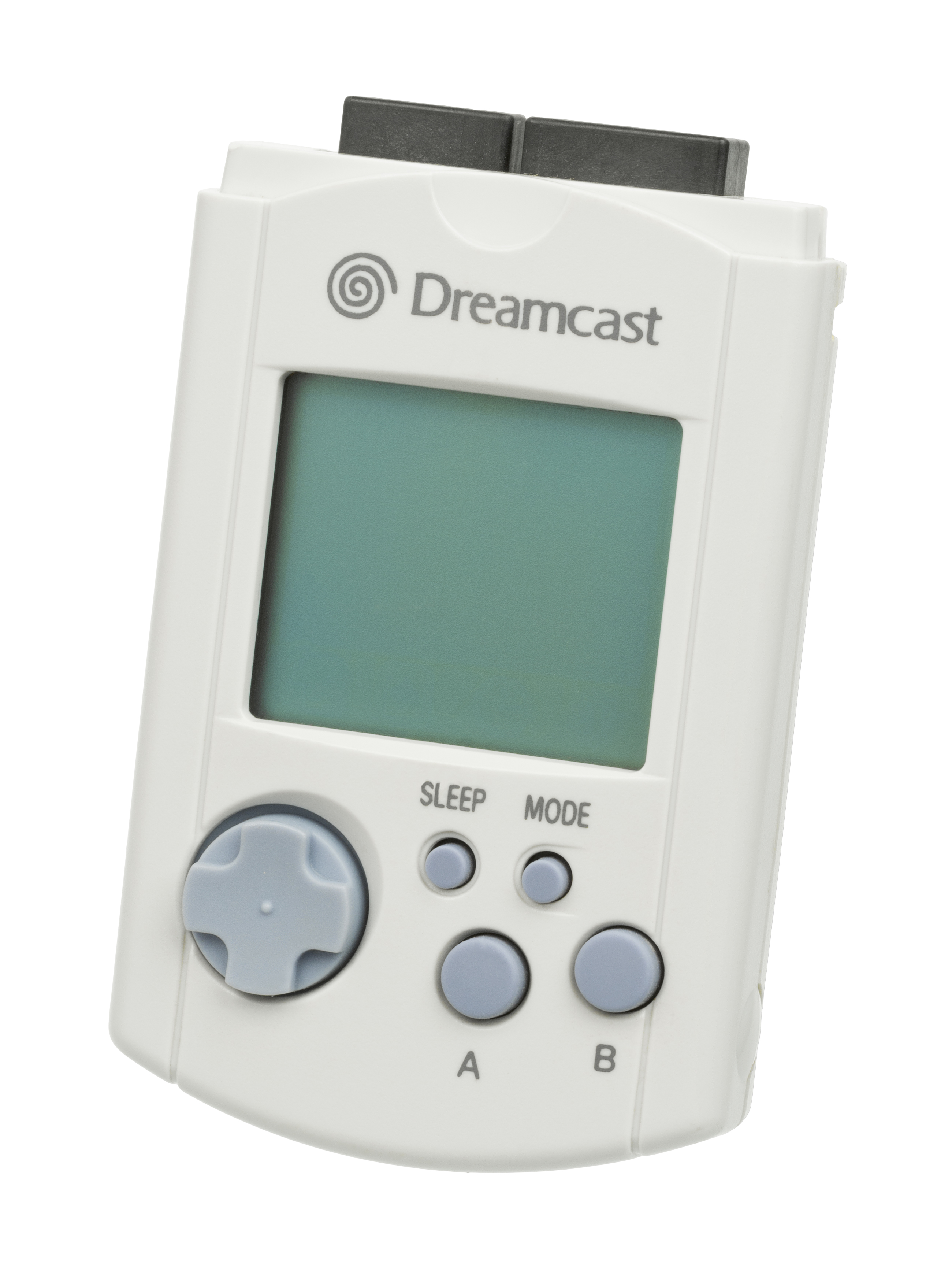
VMU (1998) Được tạo bởi Sega, làm thẻ nhớ cho Dreamcast
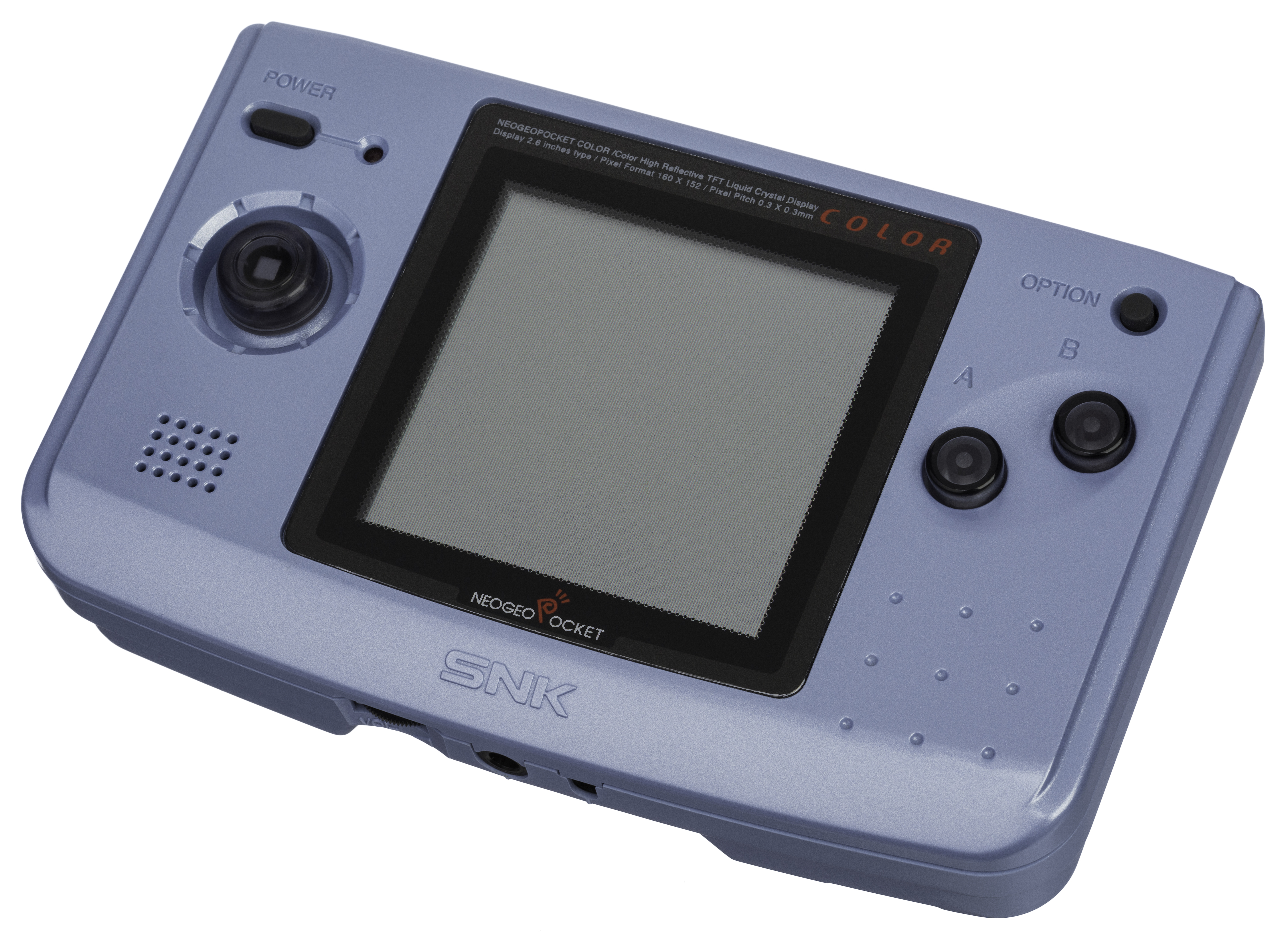
Neo Geo Pocket Color (1999)
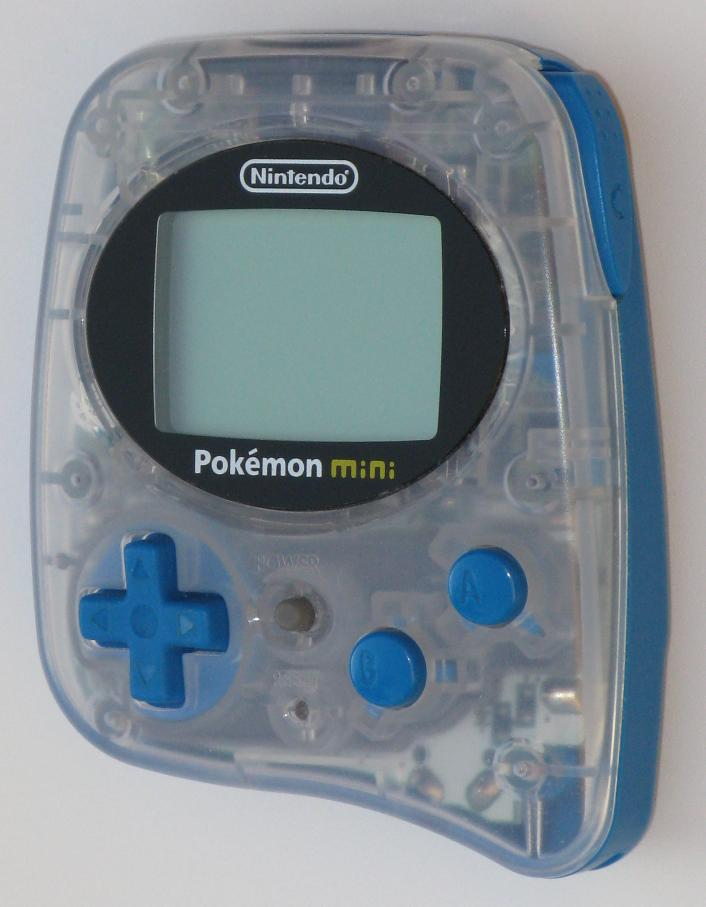
Pokémon Mini (2001)
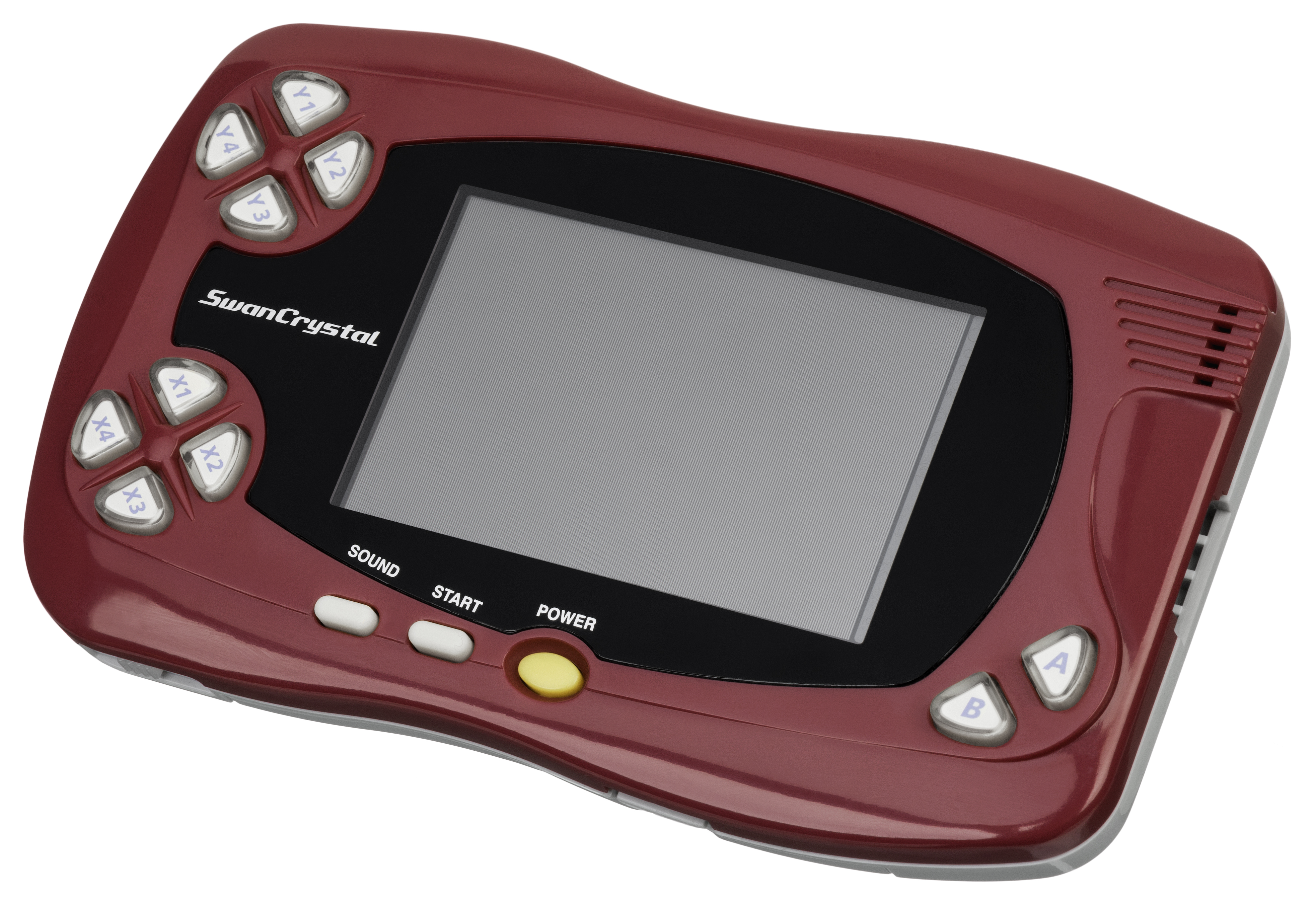
SwanCrystal (2002)
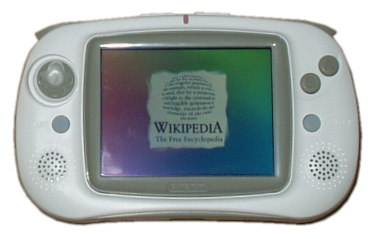
GP32 Phát hành năm 2001, ngừng sản xuất vào khoảng năm 2005 - chỉ ở Hàn Quốc

### Doanh số bán hàng
| Hệ máy                                              | Đơn vị bán   |
| --------------------------------------------------- | ------------ |
| Game Boy Advance (bao gồm GBA SP và Game Boy Micro) | 81,51 triệu  |
| N-Gage                                              | 3 triệu      |
| Tapwave Zodiac                                      | dưới 200.000 |
| GP32                                                | 30.000       |

## Xu hướng

### Thị trường tập trung
Các nhà sán xuất lớn, chẳng hạn như Activision, Electronic Arts và Ubisoft đã áp dụng chiến lược đa nền tảng, phát hành cho cả PC, tất cả các hệ máy chơi trò chơi điện tử lớn và trong một số trường hợp, cả thiết bị cầm tay. Thế hệ thứ sáu là thế hệ đầu tiên giúp máy chơi trò chơi điện tử và phần mềm máy tính đến gần nhau hơn, cũng như cùng nhau vượt trội hơn thị trường arcade về tính năng, đồ họa và cả thương mại. Dreamcast, có Windows CE Development chính hãng để giúp chuyển các trò chơi điện tử từ PC sang Dreamcast và Xbox, được làm từ các bộ phận của PC được bán sẵn và lưu trữ nhiều bản chuyển thể PC, cũng được đưa vào.

### Trò chơi gây tranh cãi
Mặc dù thế hệ thứ sáu không phải là thế hệ đầu tiên chia sẻ các trò chơi điện tử gây tranh cãi, nhưng thế hệ này đã bị nhiều người công khai chỉ trích nhiều về nội dung "phản cảm" trong trò chơi điện tử như tình dục, tội phạm, bạo lực, thô tục, sử dụng ma túy và tuyên truyền mặt xấu của xã hội cũng như các chủ đề tranh luận như tôn giáo, chính trị và kinh tế.
Thế hệ thứ sáu cũng rất đáng chú ý vì nó chứng kiến sự tiếp diễn của các nhà lập pháp thực hiện các hành động chống lại ngành công nghiệp trò chơi điện tử. Nổi tiếng nhất là các trò chơi Manhunt và Grand Theft Auto của Rockstar Games (Grand Theft Auto III và Grand Theft Auto: Vice City) phải đối mặt với các vụ kiện về cáo buộc phỉ báng chủng tộc và để cập đến tội phạm trẻ vị thành niên, trong khi Grand Theft Auto: San Andreas chỉ tồn tại được một thời gian ngắn với xếp hạng dành cho người lớn và bị xóa khỏi hầu hết các cửa hàng vì một trò chơi nhỏ mang tính gợi dục bằng cách sử dụng bản mod Hot Coffee.
Thế hệ thứ sáu cũng trùng hợp với vụ tấn công ngày 11 tháng 9 ở thành phố New York và Lầu Năm Góc, gây ảnh hưởng rất lớn đến ngành công nghiệp giải trí, bao gồm cả ngành công nghiệp trò chơi điện tử; trong bối cảnh thị trường đó, nhiều trò chơi điện tử đã được chỉnh sửa để đáp ứng độ nhạy của sự kiện này. Trước khi phát hành, Metal Gear Solid 2: Sons of Liberty mô tả một pháo đài di động bị bọn khủng bố chiếm đoạt, phá hủy phần lớn của Manhattan trong tầm nhìn của tòa tháp đôi (có thể tìm thấy điều này trong "Tài liệu về Metal Gear Solid 2" cách tạo ra tính năng). Tương tự, một số sửa đổi không được tiết lộ đã phải áp dụng trong Grand Theft Auto III, chẳng hạn như thay đổi màu sắc của xe cảnh sát (màu cũ giống với thiết kế màu xanh và trắng của NYPD) và ảnh bìa được thay đổi (bản phát hành ở châu Âu có hình ảnh gốc); Rockstar Games ước tính rằng những thay đổi này ảnh hưởng tới 1% nội dung. Game Propeller Arena của Dreamcast chưa bao giờ được phát hành chính thức, có thể do một màn chơi nào đó trông rất giống với vụ tấn công ngày 11 tháng 9.

### Giả lập và trò chơi điện tử cổ điển
Do sức mạnh tính toán của máy chơi trò chơi điện tử tăng lên và việc sử dụng rộng rãi trình giả lập, thế hệ thứ sáu đã chứng kiến sự phát triển của giả lập mô phỏng máy chơi trò chơi điện tử và trò chơi cổ điển trên quy mô rộng lớn. Nhiều trò chơi điện tử dành cho các hệ máy cũ đã được cập nhật với đồ họa hoặc âm thanh vượt trội, và được phát hành lại cho các hệ máy hiện tại. Các trò chơi điện tử giả lập phổ biến bao gồm những trò chơi điện tử được phát hành cho Nintendo Entertainment System, Super Nintendo Entertainment System, Mega Drive / Genesis, PlayStation (PS2 có thể chơi trò chơi điện tử PS1) và Nintendo 64.
Cũng trong thế hệ này, sức mạnh tính toán của máy chơi trò chơi điện tử cầm tay có khả năng hỗ trợ các trò chơi được tạo ra cho một số máy ở thế hệ đầu tiên và một số công ty đã phát hành bản làm lại của các trò chơi cổ điển cho thiết bị cầm tay. Nintendo đã giới thiệu một dòng NES và SNES cho thiết bị cầm tay Game Boy Advance của mình, bao gồm các bản làm lại như Final Fantasy I & II: Dawn of Souls và Metroid: Zero Mission của Nintendo. Ngoài ra, ngày càng có nhiều nhà phát triển bên thứ ba, bao gồm Midway Games, Capcom, Namco, Atari và Sega, đã phát hành bộ tuyển tập của một số trò chơi điện tử cũ. Ngoài ra, nhiều trò chơi điện tử và loạt trò chơi điện tử ban đầu chỉ giới hạn ở Nhật Bản lần đầu tiên được phát hành ở Bắc Mỹ và Châu Âu.

### Sự trỗi dậy của trò chơi trực tuyến
Trò chơi trực tuyến (game online), trong các thế hệ trước gần như là lĩnh vực độc quyền của PC, đã trở nên nổi bật hơn trong các máy chơi trò chơi điện tử trong thế hệ này. Dreamcast đã khởi xướng thay đổi này với modem tích hợp, phần mềm duyệt internet và khả năng chơi một số game online. PlayStation 2, Xbox và GameCube cũng cung cấp game online, mặc dù cách tiếp cận và cam kết của họ đối với nó rất khác nhau. Xbox cung cấp một dịch vụ tích hợp có tên là Xbox Live có giá 50 đô la mỗi năm và chỉ tương thích với kết nối internet băng thông rộng. Khả năng kết nối game thủ cho các trận đấu trực tuyến nhiều người chơi là một yếu tố đáng kể giúp Xbox có được chỗ đứng tại thị trường phương Tây, đặc biệt là trong thể loại bắn súng góc nhìn thứ nhất. PlayStation 2 đẩy dịch vụ game online của mình cho từng nhà xuất bản riêng lẻ và mặc dù được sử dụng miễn phí, nó không phải lúc nào cũng là một trải nghiệm lý tưởng, đặc biệt là với các trò chơi điện tử do các nhà phát triển nhỏ xuất bản. Loạt SOCOM là một trong những trò chơi cạnh tranh trực tuyến phổ biến nhất dành cho PS2. GameCube không cung cấp tính năng chơi trực tuyến cho bất kỳ tựa trò chơi điện tử nào của bên thứ nhất, chỉ có loạt Phantasy Star Online và Homeland của Sega sử dụng chính thức khả năng trực tuyến của máy. Ngoài ra, khả năng trực tuyến nằm ngoài tầm với; cần có bộ điều hợp để kết nối GameCube với internet.

### Hợp nhất
Nhiều công ty phát hành trò chơi điện tử có lịch sử lâu đời đã hợp nhất với các đối thủ của họ: Microsoft mua nhà phát triển bên thứ hai Rare vào năm 2002; Square hợp nhất với Enix để thành lập Square Enix vào năm 2003 và sau đó mua lại Taito; Sega hợp nhất với Sammy để thành lập Sega Sammy Holdings vào năm 2004; Konami mua phần lớn cổ phần của Hudson Soft; Namco hợp nhất với Bandai để thành lập Bandai Namco Holdings vào năm 2006.

## Phần mềm

### Các thương hiệu quan trọng
- Final Fantasy X (PS2) bởi Square (nay là Square Enix) đã tinh chỉnh nhiều yếu tố có trong các phiên bản tiền nhiệm, bổ sung thêm một hệ thống chiến đấu hoàn toàn khác. Trong vòng bốn ngày kể từ khi phát hành tại Nhật Bản, trò chơi đã bán được hơn 1,4 triệu bản chỉ trong các đơn đặt hàng trước, lập kỷ lục là trò chơi RPG trên console bán chạy nhất.[49]
- Forza Motorsport (Xbox) bởi Turn 10 Studios và Microsoft Studios nhận được lời khen ngợi tuyệt đối của giới phê bình[50] và được coi là đã thiết lập một tiêu chuẩn mới cho thể loại đua xe.[51][52][53] Trò chơi cũng nhận được lời khen của người dùng toàn cầu theo trang web tổng hợp đánh giá Metacritic.[54]
- God of War và God of War II (PS2) bởi Santa Monica Studio và Sony Computer Entertainment (SCE) đều nhận được sự khen ngợi của các nhà phê bình về lối chơi, đồ họa và cốt truyện.
- Grand Theft Auto III, Vice City, và Grand Theft Auto: San Andreas (PS2, Xbox, PC) bởi Rockstar lối chơi theo phong cách "sandbox" phổ biến trong bối cảnh tội phạm thành thị, từ đó đã được bắt chước rộng rãi. Ngoài ra, trò chơi còn đưa thể loại bạo lực và các nội dung có thể bị phản đối khác trong lịch sử trò chơi điện tử trở lại điểm nóng, làm sống lại cuộc tranh cãi về trò chơi điện tử.
- Half-Life 2 (PC, Xbox) bởi Valve được ca ngợi về tính vật lý tiên tiến, hoạt ảnh, âm thanh, AI, đồ họa, lối chơi và kể chuyện, và được đặt là Game of the Decade tại Spike Video Game Awards.
- Halo: Combat Evolved (Xbox, PC) bởi Bungie và  Microsoft Studios cho đến nay là tựa trò chơi ra mắt thành công nhất trên Xbox. Halo 2 lập kỷ lục là bản phát hành có doanh thu tăng nhanh nhất trong lịch sử ngành giải trí [55] và vẫn rất thành công trên dịch vụ chơi trò chơi trực tuyến Xbox Live cho đến khi ngừng hỗ trợ vào tháng 4 năm 2010.
- Jet Set Radio (DC) bởi Smilebit và Sega đã nhận được sự hoan nghênh chung cho lối chơi theo phong cách arcade, âm nhạc có nhịp điệu cao và hình ảnh tuyệt đẹp. Game phổ biến việc sử dụng hình ảnh bóng mờ trong trò chơi điện tử.[56]
- The Legend of Zelda: The Wind Waker (GC) của Nintendo EAD và Nintendo vẫn là một trong những trò chơi được giới phê bình đánh giá cao nhất trong thế hệ này. Các nhà phê bình ca ngợi phong cách nghệ thuật sống động và lối chơi vượt thời gian. trò chơi đạt điểm số 96% trên Metacritic và là trò chơi thứ tư đạt điểm tuyệt đối từ nhà phê bình trò chơi điện tử Famitsu. Tương tự như vậy, The Legend of Zelda: Twilight Princess (GC) được chứng minh là một tựa trò chơi quan trọng khác được ra mắt ở thế hệ này. Tựa trò chơi cũng là tựa được nhớ đến nhiều nhất vì màn phấn khích do trò chơi gây ra bởi đoạn giới thiệu thông báo tại E3 2004. Trò chơi đã mang về rất nhiều lời khen ngợi cả quy mô và phong cách điện ảnh, nhiều nhà đánh giá tuyên bố đây là trò chơi hay nhất trong loạt.[57] Tương tự như vậy, trò chơi được xem như một tựa chuyển tiếp được phát hành trên cả Gamecube và Wii - dẫn đến việc trò chơi trở thành tựa trò chơi bán chạy nhất trong loạt kể từ Ocarina of Time.
- Metal Gear Solid 2: Sons of Liberty (PS2, Xbox, PC) và Metal Gear Solid 3: Snake Eater (PS2) bởi Konami Computer Entertainment Japan và Konami được cải tiến dựa trên thể loại lét lút bằng cách bổ sung nhiều khả năng mới và cũng là lần đầu tiên trong thể loại này, môi trường xung quanh gần như có thể được tương tác hoàn toàn với. Cả hai trò chơi đều được giới phê bình hoan nghênh rộng rãi, vì đã cải thiện nhiều yếu tố từ bản tiền nhiệm.
- Metroid Prime (GC) bởi Retro Studios và Nintendo là một trong những tựa trò chơi được đánh giá cao nhất thế hệ, với số điểm 96,3 trên GameRankings và 97 điểm trên Metacritic.[58][59] trò chơi đã nhận được lời khen ngợi từ giới phê bình và cả thành công về mặt thương mại, bán được hơn một triệu bản chỉ riêng ở Bắc Mỹ.[60] Và cũng là trò chơi GameCube bán chạy thứ tám ở Úc,[61] với hơn 78,000 bản đã bán ra ở Nhật Bản.[62] Game đã giành được một số giải thưởng Game of the Year và được nhiều nhà phê bình cũng như game thủ coi là một trong những trò chơi điện tử hay nhất từng được tạo ra, và vẫn là một trong những trò chơi được đánh giá cao nhất trên Metacritic.[63]
- NFL 2K1 (DC) bởi Visual Concepts và Sega là trò chơi bóng đá đầu tiên có tính năng chơi trực tuyến.[64]
- Phantasy Star Online (DC, GC, Xbox, PC) bởi Sonic Team và Sega, là trò chơi MMORPG đầu tiên trên máy chơi trò chơi, được coi là một trong những trò chơi đột phá và có ảnh hưởng nhất thế hệ.[65] Trò chơi đã nhận được đánh giá "nói chung là thuận lợi" trên Metacritic.[66]
- Pokémon Ruby and Sapphire (GBA) Mặc dù thực tế là hai tựa trò chơi này đã nhận được một số phản ứng dữ dội do các vấn đề kết nối với các phần cũ hơn, trò chơi vẫn nhận được sự đón nhận tích cực vì đã bổ sung nhiều đổi mới hơn cho loạt Pokémon. Cuối cùng chúng đã trở thành trò chơi bán chạy nhất cho Game Boy Advance,[67][68] bán được khoảng hơn 16,22 triệu bản trên toàn thế giới tính đến tháng 10 năm 2013.[69]
- Resident Evil 4 (GC, PS2, PC) bởi Capcom Production Studio 4 và Capcom là phiên bản cải tiến, tập trung vào yếu tố hành động hơn.[70] Trò chơi vẫn là một trong những trò chơi được đánh giá cao nhất thế hệ.
- Rez (DC, PS2) bởi United Game Artists và Sega đã nhận được sự hoan nghênh quan trọng của giới phê bình.[71][72] trò chơi nói về một loại vi-rút máy tính có tên Swayzak xâm nhập vào máy chủ, đã được coi là một trong những trò chơi điện tử vĩ đại nhất từng được tạo ra[73][74] và là một ví dụ quan trọng về tính nghệ thuật trong trò chơi điện tử.[75]
- Shadow of the Colossus (PS2) bởi Team Ico và SCE thường được trích dẫn như một ví dụ về trò chơi điện tử mang tính nghệ thuật.[76][77][78] Nhiều nhà đánh giá coi nhạc nền của trò chơi là một trong những khía cạnh tuyệt vời nhất. Ngoài Roar of the Earth đã giành được giải thưởng cho "Nhạc nền của năm" trên tạp chí trò chơi điện tử Electronic Gaming Monthly có trụ sở tại Mỹ,[79] GameSpot nhận xét rằng bản nhạc truyền tải và nâng đỡ tâm trạng trong bất kỳ tình huống nào,[80] trong khi nó được một nhà đánh giá mô tả là "một trong những nhạc nền hay nhất từ trước đến nay" Eurogamer.[81]
- Shenmue (DC) bởi Sega AM2 và Sega được coi là một bước tiến lớn cho lối chơi thế giới mở 3D,[82][83][84][85] giới thiệu cơ chế quick time event hiện đại,[86] và đã được trích dẫn là một trong những trò chơi hay nhất và có ảnh hưởng nhất từng được tạo ra.[87][88][89]
- Sonic Adventure (DC, GC, PC) của Sonic Team là trò chơi Sonic the Hedgehog đầu tiên có lối chơi 3D. trò chơi đã nhận được điểm số tuyệt đối từ Computer and Video Games, tờ báo đã gọi trò chơi là một trong những trò chơi điện tử hay nhất mọi thời đại,[90] và GamesRadar đã viết trò chơi làm "thay đổi thế giới trò chơi mãi mãi".[91]
- SoulCalibur (Arcade, DC) bởi Project Soul và Namco là trò chơi song đấu đầu tiên trên bất kỳ hệ máy nào từng nhận được xếp hạng 10.0 hoàn hảo từ IGN[92] vàGameSpot[93] và điểm hoàn hảo 40/40 (đứng thứ hai trong số mười lăm trò chơi)[94] từ tạp chí trò chơi Nhật Bản Famitsu. Soul Calibur II là phần bán chạy nhất trên cả ba hệ máy console mà nó được phát hành, và đáng chú ý là có các nhân vật độc quyền cho mọi phiên bản.
- Star Wars: Knights of the Old Republic (PC, Xbox) bởiBioWare và LucasArts đã được coi là một trong những trò chơi hay nhất của thế hệ[95] và trò chơi hay nhất mọi thời đại.[96][97] Phần tiếp theo, Star Wars Knights of the Old Republic II: The Sith Lords, cũng nhận sự hoan nghênh của giới phê bình.[98]
- Super Mario Sunshine (GC) bởi Nintendo Entertainment Analysis &amp; Development (Nintendo EAD) và Nintendo là trò chơi platform 3D được đánh giá cao nhất trong thế hệ với điểm Metacritic là 92/100.[99] Đây cũng là tựa trò chơi Super Mario 3D đầu tiên bao gồm khả năng cưỡi Yoshi.[100] Tính năng này xuất hiện lại trong Super Mario Galaxy 2, trong đó Twisty Trials Galaxy trong World S là một màn lặp lại khác từ Super Mario Sunshine, dựa trên một trong các nhiệm vụ "The Secret of Ricco Tower".[101]
- Super Smash Bros. Melee (GC) bởi Hal Laboratory và Nintendo đã trở thành một trong những trò chơi phổ biến nhất và được chơi nhiều nhất trên GameCube, đây là một trò chơi cạnh tranh được chơi rộng rãi và đã được giới thiệu trong một số giải đấu nổi tiếng.[102] Nhiều người coi đây là trò chơi có tính cạnh tranh cao nhất trong loat.[103][104][105]
- Tekken Tag Tournament (PS2) là tựa trò chơi ra mắt cho PlayStation 2 và được coi là một trong những trò chơi hay nhất từ trước đến nay,[106] và cũng được coi là một trong những tựa quan trọng nhất đối với dòng Tekken. Trong suốt thế hệ thứ sáu, Tekken Tag là trò chơi chiến đấu được lựa chọn cho nhiều giải đấu. Trò chơi cũng được khen ngợi vì mang tính nhảy vọt về đồ họa từ máy chơi game thùng sang thế hệ máy chơi trò chơi mới sau đó, trên PlayStation 2.[107]
- Virtua Fighter 4 (Arcade, PS2) bởi Sega AM2 và Sega đã nhận được sự hoan nghênh của giới phê bình, với điểm Metacritic là 94/100 và được coi là đã thiết lập một tiêu chuẩn mới cho các trò chơi song 3D.[108][109] tại Nhật Bản, phiên bản PlayStation 2 đã bán được 356.897 bản trong tuần đầu tiên được bán vào đầu năm 2002.[110] Doanh số toàn cầu của bản chuyển lên PS2 đã vượt quá 1,5 triệu vào tháng 6 năm 2002.[111]. Khi phát hành, tạp chí Famitsu đã chấm điểm phiên bản PlayStation 2 là 37 trên 40.[112]